# Entoconcha
Entoconcha is een geslacht van weekdieren uit de klasse van de Gastropoda (slakken).

## Soort
- Entoconcha mirabilis J. Müller, 1852